# Sint-Bartholomeüskerk (Hirzenach)
De rooms-katholieke parochiekerk Sint-Bartolomeüs (Duits: St. Bartholomäus) is een kerkgebouw in Hirzenach, een ortsbezirk van de Duitse stad Boppard. De kerk is een voormalige aan Maria en de evangelist Johannes gewijde Benedictijner proosdijkerk.
Sinds 2002 maakt de Sint-Bartholomeüskerk deel uit van het UNESCO-werelderfgoed Midden-Rijndal. De drieschepige pijlerbasiek met een bescheiden dwarsschip staat op een hoog gelegen kerkhof met een aantal oude grafkruisen.

## Geschiedenis
Het als nederzetting van de rijksabdij van Siegburg in de 12e eeuw gebouwde klooster te Hirzenach werd in 1296 tot proosdij verheven. De proosdij bezat landerijen en wijnbouwgebieden, maar werd nooit erg rijk. Aangenomen wordt dat men op het bestaansminimum leefde en de inkomsten hard nodig had om de gebouwen te onderhouden. Er werd dan ook amper afgedragen aan het moederklooster te Siegburg. 
In 1801 bezette Frankrijk het gebied en werden als gevolg van de secularisatie in 1803 al de kloosterbezittingen op de linkeroever van de Rijn genationaliseerd. Merkwaardig genoeg wist de laatste provoost echter om onduidelijke redenen het grootste deel van de landgoederen in de plaatsen Hirzenach en Rheinbay in eigendom over te dragen aan de parochie van Hirzenach.
De kerk werd in de jaren 1968-1970 ingrijpend vernieuwd waarbij de 18e- en 19e-eeuwse veranderingen aan de kerk ongedaan werden gemaakt en het gebouw zo veel mogelijk in de laatmiddeleeuwse situatie werd hersteld. 
Kunsthistorisch onderzoek rekent de kerk tot een groep van basilieken (kerken met een verhoogd middenschip en lagere zijschepen) aan het Midden- en Nederrijngebied met als gemeenschappelijk kenmerken een vlakke zoldering in het kerkschip en ronde traptorens in de hoeken tussen het transept en het koor. In het geval van de Bartholomeüskerk werden deze flanktorens in de 19e eeuw afgebroken.

## Bouwgeschiedenis
Aan de toegepaste stijlen van de kerk herkent men drie verschillende bouwfasen. In het eerste kwart van de 12e eeuw werd het kerkschip met de viering, het koor en een, uit opgravingen in de jaren 1970 gebleken, halfronde apsis en de onderste delen van de zijmuren van de westelijke toren gebouwd. Het westelijke deel en de bovenste verdiepingen van de toren volgden in het begin van de 13e eeuw. In het midden van de 13e eeuw verving men de romaanse apsis door de tegenwoordige koorafsluiting in vroeggotische stijl, aan de zuidwestelijke hoek van het kerkschip ontstond het hoofdportaal met de voorhaal. Het dwarsschip en de viering kregen tegen het einde van de 15e eeuw gewelven.   

## Interieur
- Kansel 2e helft 18e eeuw.
- Madonnabeeld en beeld van Johannes van Nepomuk uit de 17e eeuw.
- Een neogotisch doopvont.
- Epitafen uit 1390, 1574 en 1700[2].

## Afbeeldingen

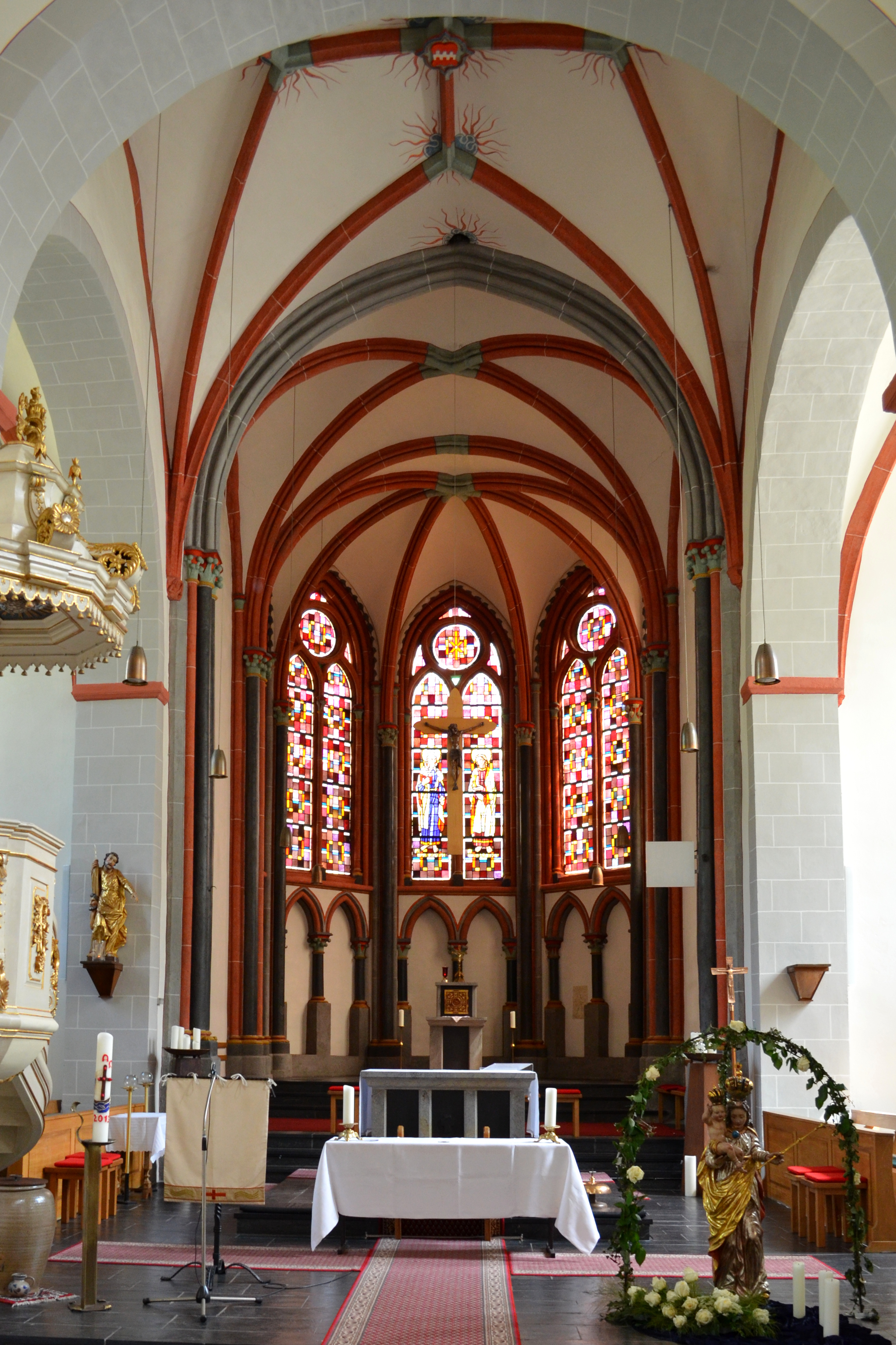
Interieur
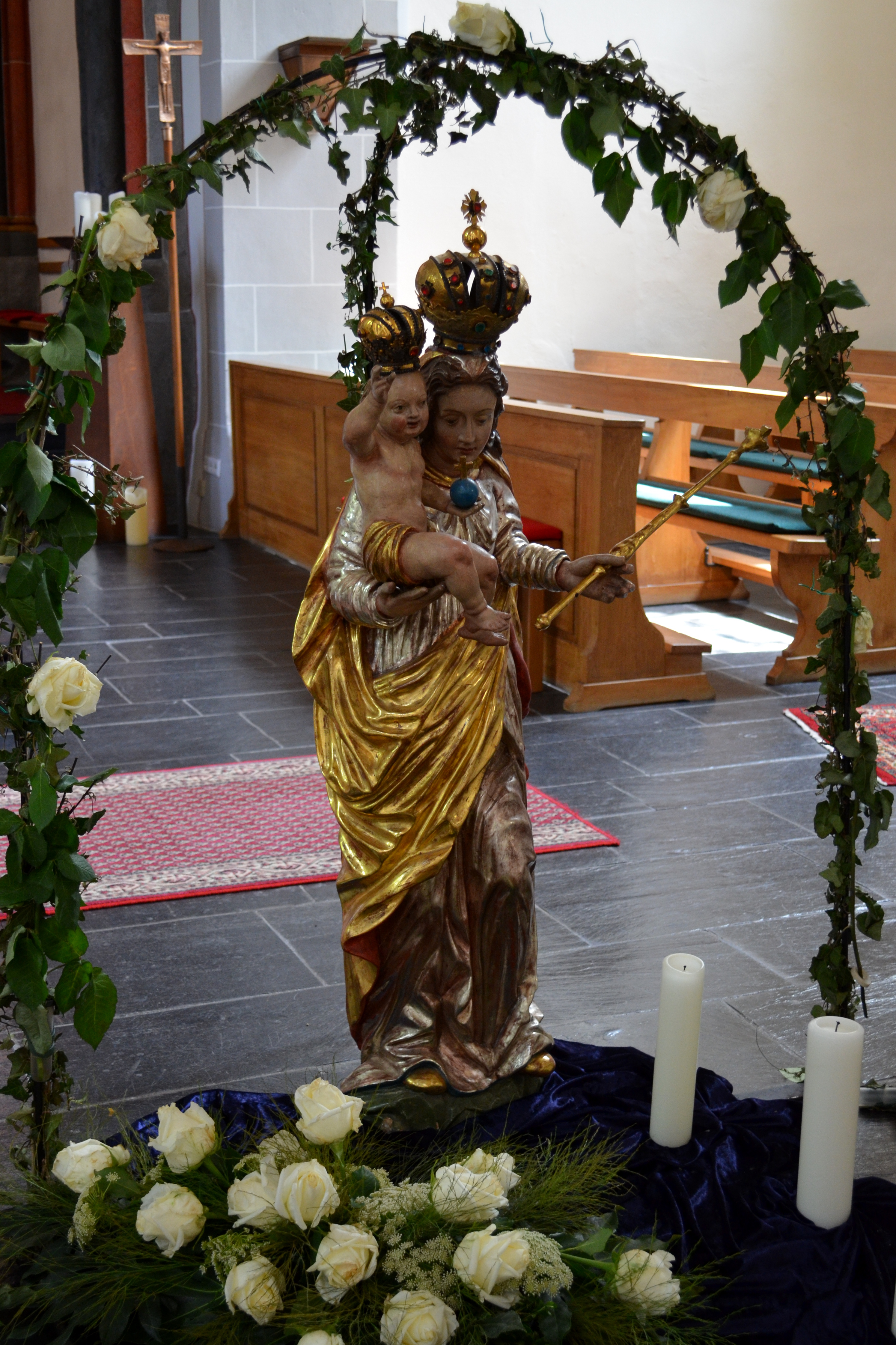
Madonna
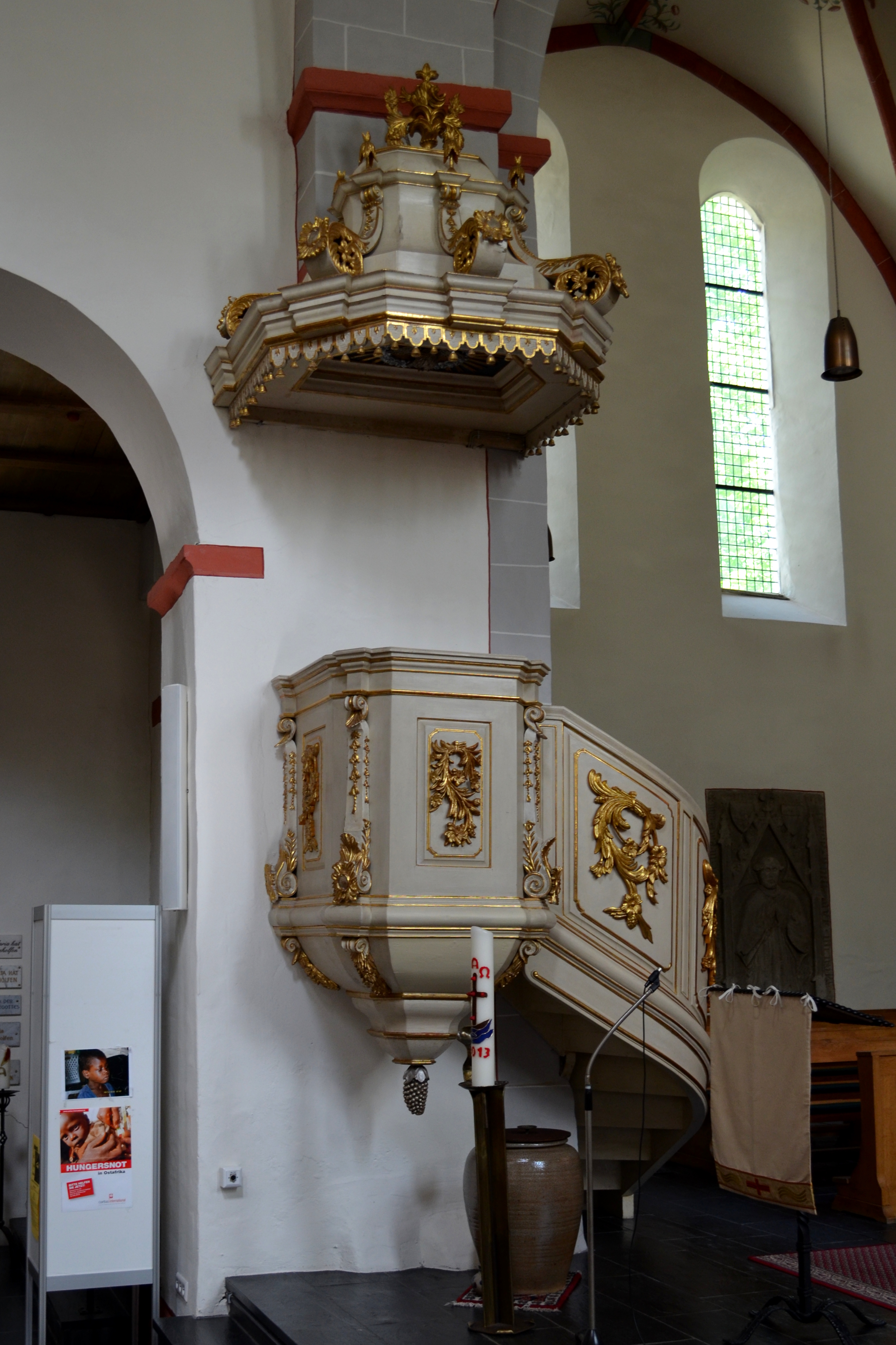
Kansel